# イオンタウン釜石
イオンタウン釜石 (イオンタウンかまいし) は、岩手県釜石市にある、イオンタウンが運営を行っているショッピングセンター。

## 概要
イオンタウン釜石は東日本大震災からの復興事業の一環として誘致したもので、新日鐵住金釜石製鉄所（当時）の遊休土地に建設したものである。これにより、地元から約430名の雇用を生み出した。
また、当ショッピングセンターは津波対策の一環として、1階をピロティ構造（駐車場として利用）、2階・3階を店舗にし、屋上が避難所になることも特徴にある。

## 沿革
- 2011年10月 - 釜石市がイオンへ震災復興の一環として出店の打診をする[6]。
- 2012年2月 - 復興事業の一環としてイオンタウンの出店が決まる[6]。
- 2013年
  - 3月 - イオンタウンが釜石市と「大規模商業施設の立地及び地域貢献に関する協定」を結ぶ[6]。
  - 6月 - 起工式[6]。
- 2014年
  - 3月2日 - 植樹祭[6]。
  - 3月12日 - ソフトオープン[6]。
  - 3月14日 - グランドオープン[6]。
- 2015年4月5日 - 三陸鉄道釜石駅の命名権取得。「イオンタウン釜石駅」と命名。期限は1年間[6]。
- 2018年7月 ‐ SC増床エリアに「サンデー釜石港町店」オープン[6]。
- 2019年3月14日 - 開店5周年を迎える。
- 2020年3月1日 - イオン東北株式会社発足に伴い、「イオンスーパーセンター釜石店」リカー売場をイオンリテールからイオン東北に移管。
- 2025年3月1日 - イオン東北株式会社によるイオンスーパーセンター株式会社の吸収合併に伴い、イオンスーパーセンター釜石店の運営がイオン東北株式会社に移管。

## フロアとテナント

### フロア概要
核店舗のイオンスーパーセンター釜石店と56の専門店で構成される。サンデー釜石港町店は道路を挟んだ向かい側に位置する。
| 階  | フロア概要                                     |
| --- | ---------------------------------------------- |
| 3階 | イオンスーパーセンター・専門店街               |
| 2階 | イオンスーパーセンター・フードコート・専門店街 |
| 1階 | サンデー釜石港町店(別棟)・屋内駐車場・専門店   |

### 主なテナント
1階
- さわや書店（書籍）
- イオンスポーツクラブ3FIT（フィットネス）
- カラオケCLUB DAM（カラオケ）

2階
- Green Parks topic（レディス）
- ASBee fam（靴）
- 眼鏡市場（眼鏡）
- モスバーガー（ファストフード）
- ケンタッキーフライドチキン（ファストフード）
- ドトールコーヒー（カフェ）

3階
- UNIQLO/ユニクロ（ファミリー）
- ハニーズ（レディス）
- ダイソー（100円ショップ）
- メガスポーツ（スポーツ用品）
- ヴィレッジヴァンガード（雑貨・書籍）
- ソユーゲームフィールド（アミューズメント）

別棟
- サンデー釜石港町店（ホームセンター）

※テナント情報は2025年5月時点
出店テナント全店の一覧詳細情報は公式サイト「ショップ一覧」「フロアガイド」を、営業時間及び施設案内は公式サイト「施設案内」を参照。

## アクセス

### 自動車
- 遠野方面：釜石自動車道経由三陸沿岸道路釜石中央インターチェンジより15分
- 宮古方面：三陸沿岸道路釜石両石インターチェンジより15分
- 大船渡方面：三陸沿岸道路釜石中央インターチェンジより15分

### 鉄道
- JR釜石線・三陸鉄道リアス線 - 釜石駅より徒歩10分。

### バス
- 岩手県交通バス利用。「市民ホール前」バス停下車。徒歩2分。

## 周辺
- 釜石市民ホール(TETTO)
- タウンポート大町
- 釜石大町駐車場
- 釜石情報交流センター
- E45 三陸沿岸道路 釜石中央IC、釜石両石IC